# Pseudoselago verbenacea
Pseudoselago verbenacea là một loài thực vật có hoa trong họ Huyền sâm. Loài này được (L. f.) Hilliard miêu tả khoa học đầu tiên năm 1995.